# Georges Ditzler
Georges L. Ditzler (ur. 15 listopada 1897 w Seraing, zm. 22 grudnia 1974) – belgijski piłkarz grający na pozycji pomocnika. Był reprezentantem Belgii.

## Kariera klubowa
Całą swoją karierę piłkarską Ditzler spędził w klubie Standard Liège, w którym w 1919 roku zadebiutował w pierwszej lidze belgijskiej i grał w nim do 1936 roku. W sezonach 1925/1926, 1927/1928 i 1935/1936 wywalczył z nim trzy wicemistrzostwa Belgii.

## Kariera reprezentacyjna
W reprezentacji Belgii Ditzler zadebiutował 2 maja 1926 w wygranym 5:1 towarzyskim meczu z Holandią, rozegranym w Amsterdamie. W 1928 roku był w kadrze Belgii na Igrzyska Olimpijskie w Amsterdamie. W 1926 rozegrał 3 mecze w kadrze narodowej.